# (24647) Maksimachev
(24647) Maksimachev est un astéroïde de la ceinture principale.

## Description
(24647) Maksimachev est un astéroïde de la ceinture principale. Il fut découvert le 23 août 1985 à Naoutchnyï par Nikolaï Tchernykh. Il présente une orbite caractérisée par un demi-grand axe de 2,23 UA, une excentricité de 0,23 et une inclinaison de 3,6° par rapport à l'écliptique.

## Compléments